# Suzuki Saburōsuke

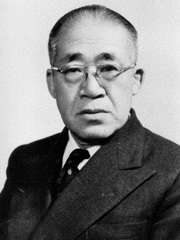
Suzuki Saburōsuke

Suzuki Saburōsuke (japanisch 鈴木 三郎助; geboren 21. Januar 1868 in Hayama (Präfektur Kanagawa); gestorben 29. März 1931) war ein japanischer Unternehmer und Gründer von Ajinomoto.

## Leben und Wirken
Suzuki Saburōsuke wurde als Sohn des (ersten) Suzuki Saburōsuke in Hayama geboren. Mit dem Tode seines Vaters 1884 wurde er das Oberhaupt der Familie. Nachdem er etwa drei Jahre an der Privatschule „Kōyo“ (耕余塾) die chinesische Philosophie der Yangmingismus (陽明学) studiert hatte, begann er im Familienunternehmen Hirseschnaps zu verkaufen. 1898 gelang es ihm auf Anraten des Technikers Murata von „Dainippon Pharmaceutical Company“ (大日本製薬), zusammen mit seiner Mutter kristallines Jod herzustellen. Später entwickelte sich daraus „Suzuki Pharmaceutical Company“ (鈴木製薬所).
Suzuki lernte Mori Nobuteru aus der Provinz Kazusa (Präfektur Chiba) anlässlich dessen Einkaufs von Algen als Rohstoff kennen und führte mit ihm gemeinsame Geschäfte durch. 1908 wurde er Patent-Mitinhaber des Gewürzes „Misei“ (味精), das von Ikeda Kikunae (1864–1936) entwickelt worden war. Im folgenden Jahr baute er eine Fabrik in Zushi, Präfektur Kanagawa, und produzierte das Gewürz, das als „Ajinomoto“ (味の素) – etwa „Grundlage des Geschmacks“ auf den Markt kam.
Andere Unternehmen, die Suzuki gründete, waren „Tōshin Electric“ (東信電気), „Chikuma River Electric Power“ (千曲川電力), „Saikawa Electric Power“ (犀川電力) und gemeinsam mit Mori „Shōwa Fertilizer“ (昭和肥料).